# Nižnji Novgorod
Nižnji Novgorod (ruski: Нижний Новгород) – grad u Rusiji, administrativno središte Nižnjenovgorodske oblasti. Grad se nalazi na ušću rijeke Oke u Volgu. Broji 1.334.249 žitelja prema podacima iz 2003.
Peti je po veličini ruski grad. Nižnji Novgorod (Donji Novi Grad) osnovan je 1221. g.  Od 1932. do 1990. grad je nosio ime Gorki po sovjetskom pjesniku Maksimu Gorkom, osnivaču socijalističkog realizma, koji je u njemu rođen. Važno je industrijsko središte (autoindustrija), sveučilišni grad, kulturni centar regije. Nižnji Novgorod je važno prometno čvorište (riječna luka, željeznica koja leži na Transsibirskoj pruzi, sjecište više glavnih cestovnih pravaca, zračna luka, metro). 

## Povijest
Nižnji Novgorod je 1221. godine osnovao Jurij II., veliki vojvoda kneževine Vladimira. On je sagradio drvenu tvrđavu na strateški važnom mjestu na ušću rijeke Oke u Volgu. Na tom mjestu je kasnije sagrađena tvrđava nazvana kremlj (u Rusiji se sve velike tvrđave nazivaju kremljima). 1238. su grad zauzeli Mongoli. Nižni Novgorod je bio značajan ruski grad koji je s Mongolima bio u vazalnom odnosu. 1264. je nakon sporazuma s Mongolima postao dio Vladimirsko-Suzdaljske kneževine koja će kasnije postati temelj ruske države. Za vrijeme kneza Dmitrija Konstantinoviča u 14. st. je Nižnji Novgorod bio njegova prijestolnica i postao jedan od najvažnijih ruskih gradova. Od 1392. je dio Moskovskog Velikog Vojvodstva. Nakon toga sjedište postaje Moskva i slabi značenje Nižnjeg Novgoroda.
1408. su grad razorili Krimski Tatari. Moskovski knezovi su ga brzo obnovili i sagradili jaku tvrđavu (kremlj) prvenstveno za borbu protiv Tatara iz Kazana. U kasnijim stoljećima u doba Ruskog Carstva je Nižnji Novgorod bio prvenstveno značajan trgovački centar. Od 1817. se u gradu održavao Makarjev sajam, jedan od najznačajnijih svjetskih sajmova. Početkom 20. st. se počinje razvijati industrija (posebno metaloprerađivačka).
Sovjetska vlast je 1927. sagradila prvi most preko Volge. 1932. je grad nazvan Gorki prema književniku Maksimu Gorkom koji je rođen u gradu. U Gorki je bio protjeran poznati ruski pisac Andrej Saharov koji je tamo bio u izolaciji. Zbog njega je Gorki bio zatvoreni grad i u njega nitko nije smio ući bez posebne dozvole. Time se htjelo spriječiti Saharovljevu komunikaciju sa svijetom. Nakon pada komunizma 1991. se grad otvara i svatko smije slobodno ući u njega. Vraćeno mu je staro ime Nižnji Novgorod. Podzemna željeznica otvorena je 1985. godine.

## Zemljopis
Nižnji Novgorod je smješten u dolini rijeke Volge, na ušću rijeke Oke. Na Volgi postoji nekoliko riječnih otoka. Reljef oko grada je nizinski. Na prostoru grada postoji nekoliko manjih rijeka i jezera (najznačajnije je jezero Meščerskoje). Sjeverno od grada na Volgi je veliko Umjetno jezero Nižnji Novgorod koje se službeno još uvijek zove Gorkovsko umjetno jezero prema imenu Gorki. U blizini Nižnjeg Novgoroda su gradovi Bor i Dzeržinsk. Klima je kontinentalna, slična moskovskoj. Godišnja količina padalina nije velika.

## Gospodarstvo
Nižnji Novgorod je sedmi ruski industrijski centar. Prevladava metaloprerađivačka, kemijska, petrokemijska i drvna industrija. Razvijena je proizvodnja automobila i brodogradnja. Informatičko-telekomunikacijski sektor je među najrazvijenijima u Rusiji. Grad je zanimljiv stranim ulaganjima. Velik problem je ekološko onečišćenje zbog mnogo teške industrije koja zagađuje okoliš. Obližnji grad Dzeržinsk se zbog zagađenja iz kemijske industrije smatra jednim od najzagađenijih mjesta na svijetu.

## Znamenitosti
Najvažnija znamenitost je dobro očuvan srednjovjekovni stari grad kremlj. Veći dio grada je izgrađen u tradicionalnoj sovjetskoj arhitekturi. Postoji mnogo kazališta, koncertnih dvorana i galerija. Značajni spomenik industrijske arhitekture je Šuhovljev toranj (jedan od najvećih dalekovodnih stupova na svijetu).

## Vanjske poveznice
|  | Zajednički poslužitelj ima još gradiva o temi Nižnji Novgorod |